# Вест-Франклін Тауншип (округ Армстронг, Пенсільванія)
Вест-Франклін Тауншип (англ. West Franklin Township) — селище (англ. township) в США, в окрузі Армстронг штату Пенсільванія. Населення — 1701 особа (2020).

## Демографія
Згідно з переписом 2010 року, у селищі мешкали 1853 особи в 745 домогосподарствах у складі 547 родин. Було 808 помешкань
Расовий склад населення:
| - 99,2 % — білих - 0,2 % — азіатів |

До двох чи більше рас належало 0,5 %. Частка іспаномовних становила 0,3 % від усіх жителів.
За віковим діапазоном населення розподілялося таким чином: 21,5 % — особи молодші 18 років, 60,8 % — особи у віці 18—64 років, 17,7 % — особи у віці 65 років та старші. Медіана віку мешканця становила 45,3 року. На 100 осіб жіночої статі у селищі припадало 103,2 чоловіків;  на 100 жінок у віці від 18 років та старших — 99,2 чоловіків також старших 18 років.
Середній дохід на одне домашнє господарство  становив 68 407 доларів США (медіана — 55 795), а середній дохід на одну сім'ю — 71 873 долари (медіана — 66 806). Медіана доходів становила 53 214 долари для чоловіків та 40 833 долари для жінок. За межею бідності перебувало 11,7 % осіб, у тому числі 17,4 % дітей у віці до 18 років та 8,2 % осіб у віці 65 років та старших.
Цивільне працевлаштоване населення становило 825 осіб. Основні галузі зайнятості: освіта, охорона здоров'я та соціальна допомога — 25,0 %, виробництво — 15,4 %, транспорт — 10,1 %, роздрібна торгівля — 9,7 %.